# Heilandskirche (Graz)

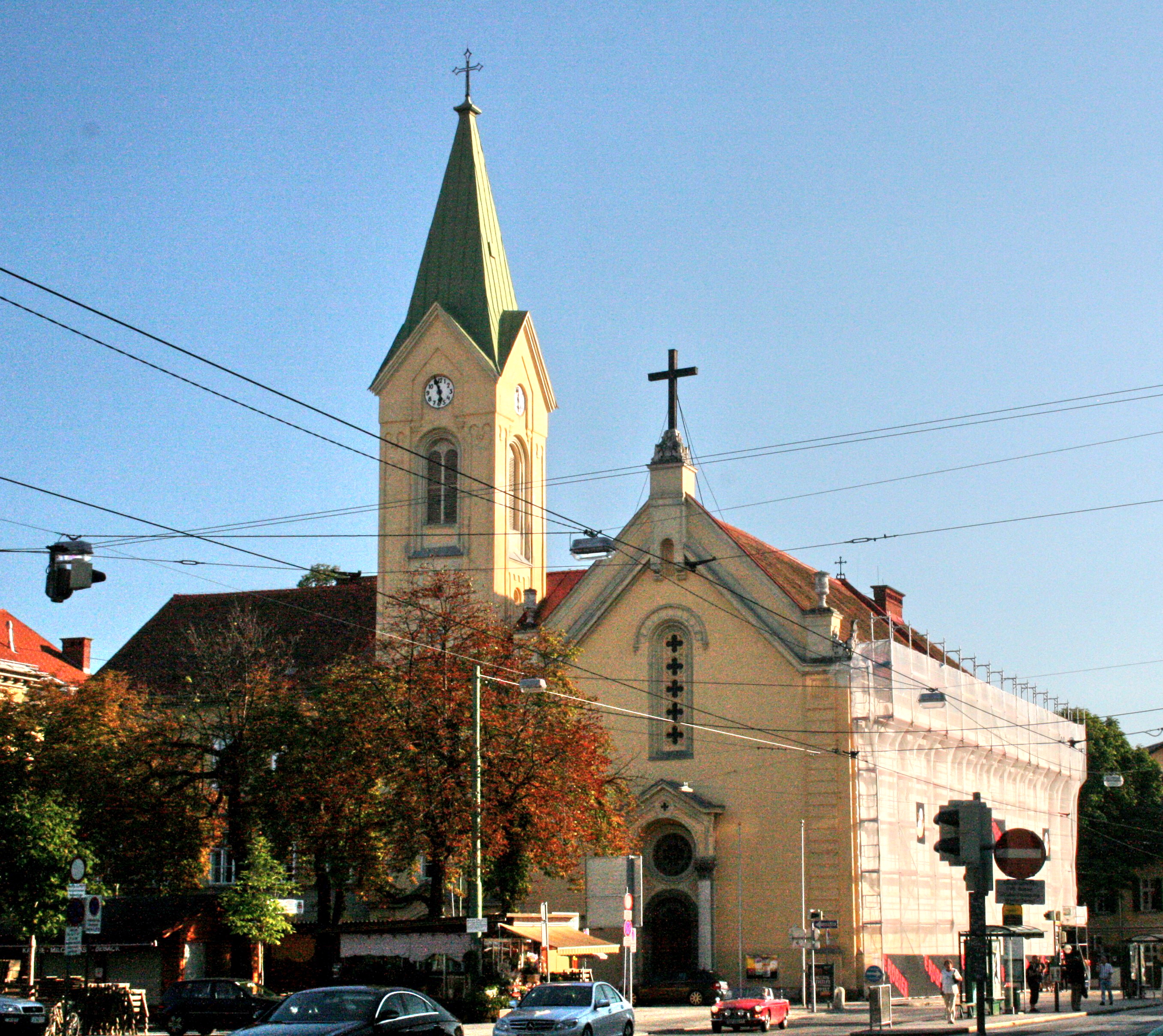
Die Heilandskirche im Sommer 2008

Die Heilandskirche ist eine der fünf evangelischen Kirchen in der steirischen Landeshauptstadt Graz. Sie ist Pfarrkirche der evangelischen Pfarrgemeinde A.u.H.B. Graz-Heilandskirche. Die Kirche wurde im frühhistoristischen Stil erbaut. Sie befindet sich am Kaiser-Josef-Platz im 2. Grazer Bezirk St. Leonhard.
Sie ist die Hauptkirche der Evangelischen Superintendentur A. B. Steiermark.

## Geschichte
1824 durfte, gemäß dem Toleranzpatent Kaiser Josephs des II., ein erstes evangelisches Bethaus am ehemaligen Holzplatz, außerhalb der befestigten Grazer Altstadt, errichtet werden. Bis dahin gab es in Graz lediglich um die 270 Gläubige, und damit zu wenige, um nach damals geltender Vorschrift die Erlaubnis zur Gründung einer eigenen Gemeinde zu erhalten. Die Grazer Gemeinde war offiziell eine Dependance (Filiale) der Pfarrgemeinde Wald am Schoberpaß und in die Augustinerkirche (heute Stiegenkirche) eingemietet. Entsprechend den Vorschriften des Toleranzpatents musste das neue, mit einem Schul- und Pfarrhaus verbundene Bethaus, nach außen hin wie ein gewöhnliches Wohngebäude wirken; es war daher in der Art eines Biedermeier-Wohnhauses gestaltet. Das Bethaus enthielt einen Betraum und Wohnungen für den Pfarrer, den Kirchendiener und einen Lehrer sowie ein Schulzimmer. Aus der Anlage ging die spätere Evangelische Mädchenschule, bzw. das heutige Martin Luther-Haus hervor.
Erst nach der Revolution von 1848 wurde es möglich, ein als evangelische Kirche erkennbares Gebäude zu errichten. 1853 wurde der Umbau nach Plänen von Franz Zehengruber bewilligt.
Die Heilandskirche ist der einzige Kirchenbau im Stil des romantischen Historismus in Graz.
Der heutige Innenraum entspricht Im Wesentlichen noch dem Raum des ehemaligen Bethauses. Die Orientierung wurde geändert: der Altar wurde von der Nordost- an die Südwest-Seite verlegt. Hinzugefügt wurden der Kirchturm, die von außen sichtbaren Kirchenfenster sowie das Portal am Kaiser-Josef-Platz. Ebenfalls erhalten sind der klassizistische Hochaltar mit einem Bild von Josef Wonsidler (datiert 1829) und die Kanzel.
Im Zuge einer umfassenden Sanierung nach Plänen von Architekt Werner Hollomey erhielt der Kirchenraum 1992 ein neues Erscheinungsbild: farbige Glasfenster sowie einen transportablen Altar, einen neuen Ambo und ein Taufbecken. Die Gemeinde der Heilandskirche ist mit etwa 6.400 Gemeindemitgliedern die größte evangelische Gemeinde in Österreich.
Die Evangelische Pfarrkirche A.u.H.B. und das ehemalige Evangelische Schul- und Bethaus (beide Kaiser-Josef-Platz 9), sowie das Martin Luther-Haus (Luthergasse 1) stehen unter Denkmalschutz.

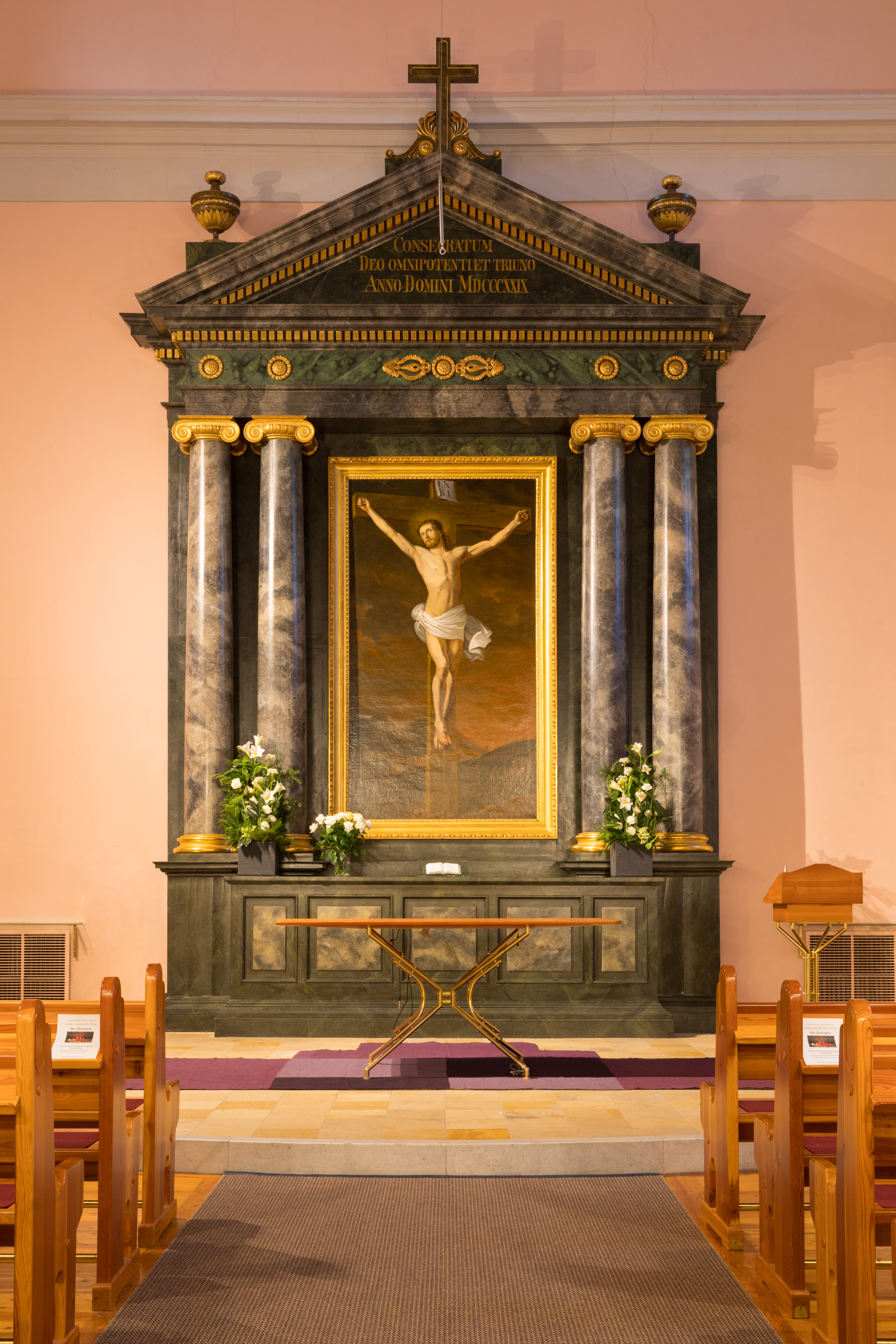
Der Altar
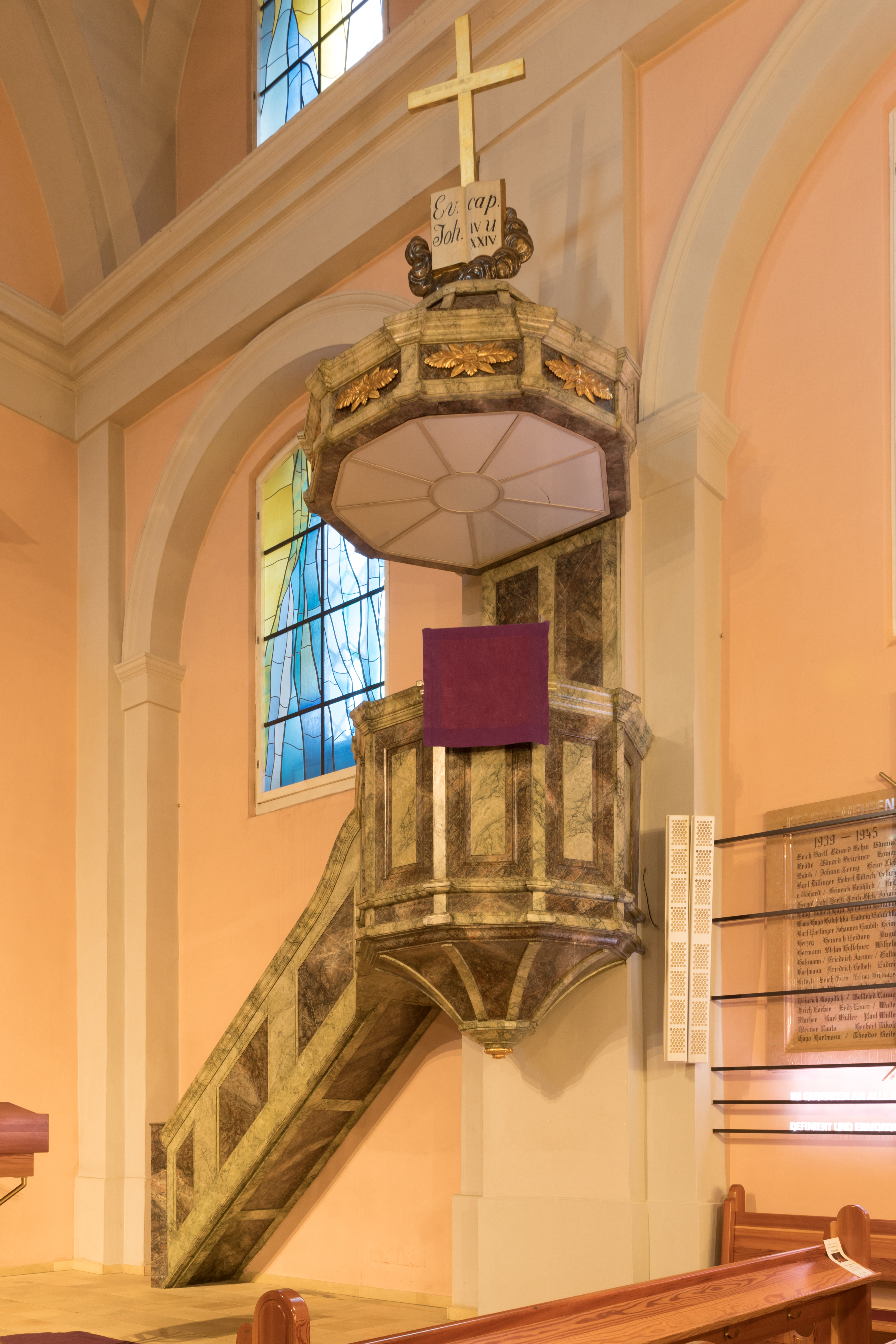
Die Kanzel
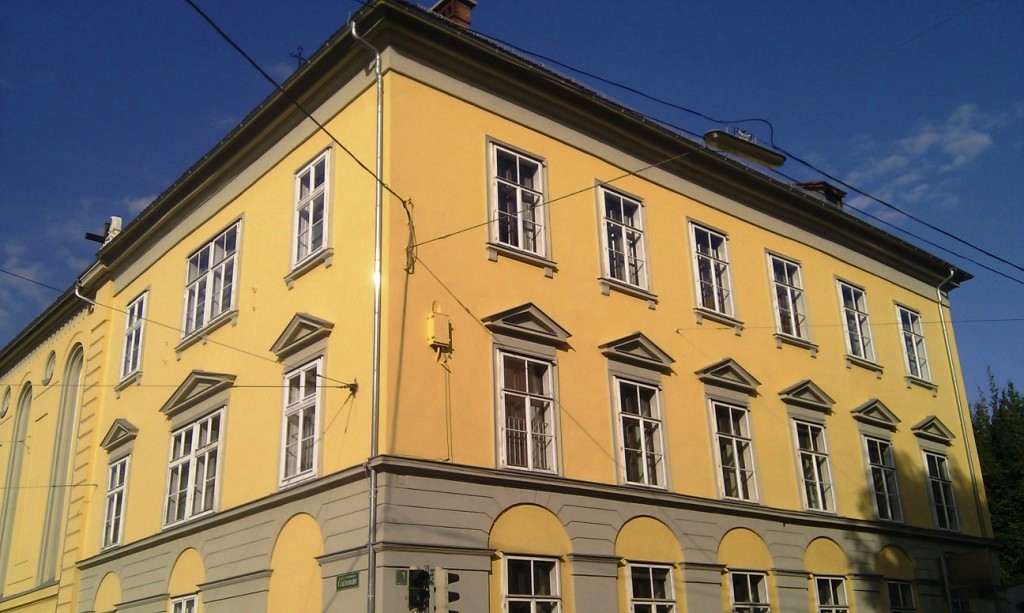
Das Martin-Luther-Haus

## Orgeln

### Schehl-Orgel 1822
Die erste Orgel wurde 1822 von dem aus Ludwigslust stammenden Orgelbauer Franz Carl Schehl (* 1783; † 17. April 1846 in Graz) in der „Stiegenkirche“ eingebaut und 1824 in das Bethaus am heutigen Kaiser Josef-Platz transferiert. Sie verfügte über kein Pedal, dafür aber über einen Tonumfang von fünf Oktaven. Die Disposition ist überliefert.

| I Manual FF–f3 |     |
| Bourdon        | 16′ |
| Principal      | 8′  |
| Hohlflöte      | 8′  |
| Flautrawer     | 8′  |
| Octav          | 4′  |
| Mixtur II      |     |

### Ullmann-Orgel 1861
Nach der Umgestaltung des Bethauses zu dem heutigen Kirchenbau (1853–1854) wurde die Orgel zunächst auf der neuen Musikempore über dem Haupteingang aufgestellt. Mit Hilfe einer Erbschaft nach der exzentrischen, mütterlicherseits aus einer Hugenottenfamilie stammenden Schlossherrin von Plankenwarth, Emilie Sarah Engelbronner d′Aubigny de Peché (1772–1849) wurde sie durch ein Werk des Wiener Orgelbauers Franz Ullmann ersetzt, das 1861 vollendet wurde. Die mittleren drei Prospektfelder der heutigen Orgel stammen noch von diesem Instrument. Bemerkenswert ist die Erklärung Ullmanns für das Pedal: „Die Pedal-Claviatur bekommt 12 Töne oder 1 Octav und ist die 2. Octava als Wiederholung der ersten zu dem Behufe, um beide Füße beim Spielen verwenden zu können.“

| I Manual C–f3  |       |
| Principal      | 8′    |
| Copula         | 8′    |
| Viola di Gamba | 8′    |
| Octav          | 4′    |
| Flöte          | 4′    |
| Quint          | 3′    |
| Super Octave   | 2′    |
| Mixtur III     | 1 ⁄3′ |

| Pedal C–h  |     |
| Subbass    | 16′ |
| Violonbass | 8′  |
| Octavbass  | 4′  |

### Walcker-Orgel 1908
Eine neue, größere Orgel der Firma Walcker mit 25 Registern und pneumatischer Traktur wurde im Jahr 1908 in das Ullmann-Gehäuse eingebaut, das dafür um zwei Außenflanken vergrößert werden musste. Sie galt als die bedeutendste Orgel in Graz und bot neben einem ausgeprägten spätromantischen Klangbild mit Schwellwerk auch mehrere technische Neuheiten, darunter das System Organola, eine pneumatisch gesteuerte Selbstspieleinrichtung mit Walze und Lochstreifen, ein Patent Walckers. Anscheinend war die Finanzierung des Instruments nicht einfach.
Noch während des Krieges wurde 1942–1945 ein Klangumbau vorgenommen, der aus der spätromantischen Orgel eine klassische Konzertorgel machen sollte. Doch mit der Zeit traten in der pneumatischen Traktur immer häufiger Störungen auf, die schließlich eine Neukonstruktion erforderten.

### Krenn-Orgel 1977
1977 wurde die Walcker-Orgel durch eine Schleifwindladenorgel mit mechanischer Spiel- und Registertraktur aus der Grazer Werkstätte Johann Krenns Witwe und Söhne ersetzt, wobei 72 alte Holzpfeifen wieder verwendet wurden. Von einer Revision im Jahr 1992 abgesehen, blieb diese Orgel bis Anfang 2017 unverändert.

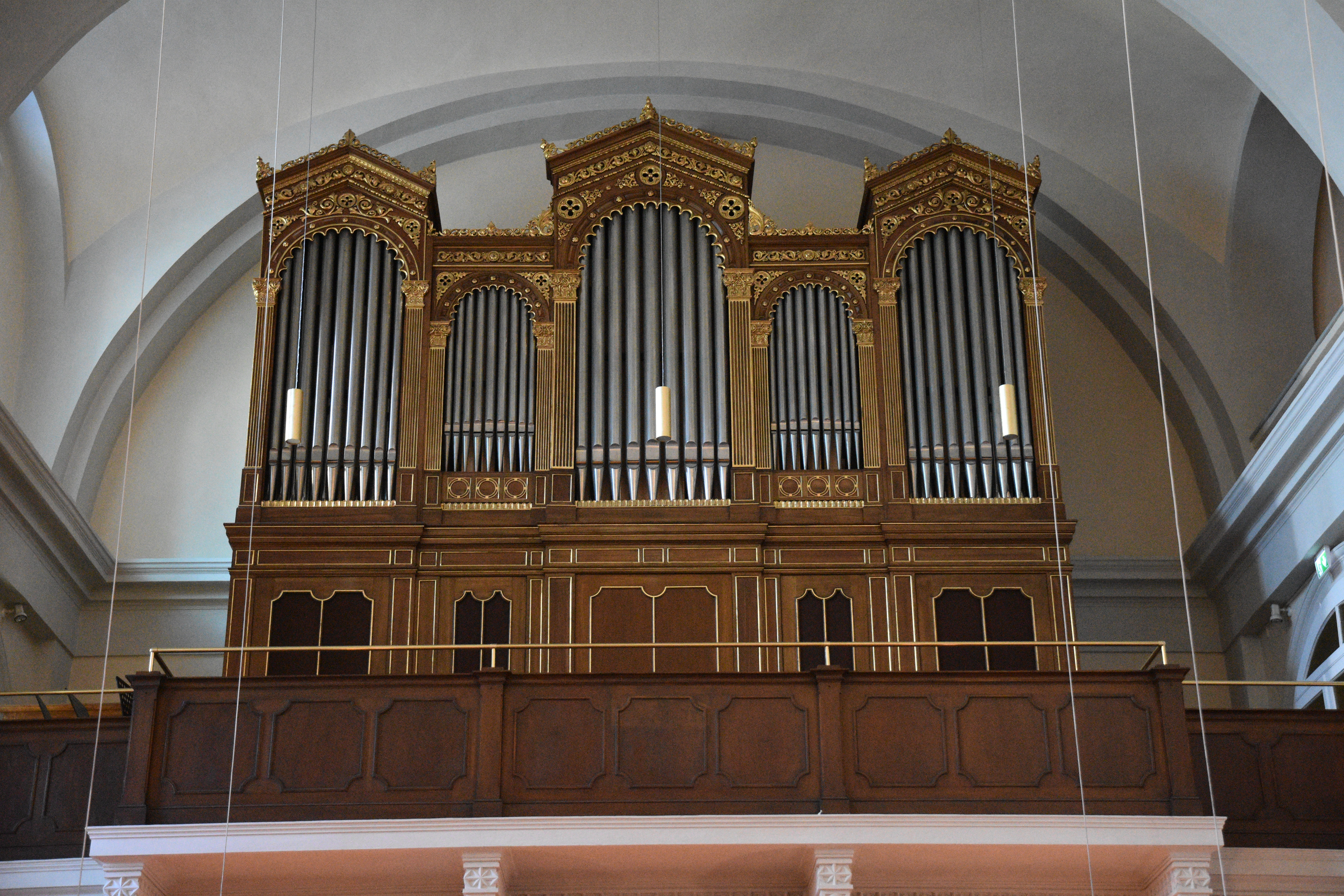
Orgel der Heilandskirche

| I Hauptwerk C–g3 |       |
| Pommer           | 16′   |
| Principal        | 8′    |
| Gemshorn         | 8′    |
| Oktave           | 4′    |
| Flöte            | 4′    |
| Nasard           | 2 ⁄3′ |
| Schwegel         | 2′    |
| Mixtur IV–VI     | 2′    |
| Trompete         | 8′    |
| Tremulant        |       |

| II Brustwerk (schwellbar) C–g3 |        |                  |
| Holzgedackt                    | 8′     |                  |
| Rohrflöte                      | 4′     |                  |
| Gamba                          | 4′     | (1992 eingebaut) |
| Prästant                       | 2′     |                  |
| Terzian I–III                  | 1 3⁄5′ |                  |
| Zimbel III                     | 1⁄2′   |                  |
| Krummhorn                      | 8′     |                  |
| Tremulant                      |        |                  |

| Pedal C–f1    |        |
| Subbass       | 16′    |
| Principalbass | 8′     |
| Gedecktbass   | 8′     |
| Choralbass    | 4′     |
| Nachthorn     | 2′     |
| Cornett III   | 5 1⁄3′ |
| Posaune       | 16′    |

- Koppeln: II/I, I/P, II/P

### Eule-Orgel 2017
Nachdem auch die Krenn-Orgel das Ende ihrer Lebensdauer erreicht hatte, wurde im April 2015 Hermann Eule Orgelbau Bautzen mit dem Bau eines neuen Instrumentes beauftragt, das technisch auf der Höhe der Zeit ist. Am 31. Oktober 2017 erfolgt die feierliche Einweihung. Die zweiarmige Spieltraktur ist mechanisch und die Registratur elektrisch, der Spieltisch ist angebaut. Über die MIDI-Schnittstelle sind zusätzlich digitale Instrumente spielbar (Wurlitzer-Kino Orgel, Hammond, Klavier etc.); die Klangabstrahlung erfolgt über im Orgelwerk verbaute Lautsprecher. Die Disposition der Eule-Orgel lautet wie folgt:
| I Hauptwerk C–c4 |       |          |
| Geigenprinzipal  | 16′   |          |
| Prinzipal        | 8′    |          |
| Viola da Gamba   | 8′    |          |
| Tibia            | 8′    |          |
| Oktave           | 4′    |          |
| Spitzflöte       | 4′    |          |
| Quinte           | 2 ⁄3′ | Vorabzug |
| Superoktave      | 2′    | Vorabzug |
| Mixtur IV        | 2′    |          |
| Cornett II–IV    | 2 ⁄3′ |          |
| Tuba             | 8′    |          |

| II Schwellwerk C–c4  |       |
| Bordun               | 16′   |
| Geigenprinzipal      | 8′    |
| Konzertflöte         | 8′    |
| Harmonica            | 8′    |
| Vox coelestis (ab c) | 8′    |
| Fugara               | 4′    |
| Traversflöte         | 4′    |
| Nazard               | 2 ⁄3′ |
| Flautino             | 2′    |
| Terz                 | 1 ⁄3′ |
| Oboe                 | 8′    |

| III Echowerk C–c4 |     |                |
| Flauto amabile    | 8′  |                |
| Viola             | 8′  |                |
| Fernflöte         | 8′  |                |
| Bifara (a c)      | 8′  |                |
| Aeoline           | 16′ | durchschlagend |
| Clarinette        | 8′  | durchschlagend |
| Physharmonica     | 16′ | Extension      |
| Physharmonica     | 8′  |                |

| Pedal C–g1    |     |              |
| Kontrabass    | 16′ | Transmission |
| Subbass       | 16′ |              |
| Bordunbass    | 16′ | Transmission |
| Prinzipalbass | 8′  | Transmission |
| Violoncello   | 8′  |              |
| Gedacktbass   | 8′  |              |
| Posaune       | 16′ |              |
| Tuba          | 8′  | Transmission |

- Koppeln: II/I, III/I, III/II, I/P, II/P, III/P (elektrisch), Sub und Superkoppel II (elektrisch)
- Spielhilfen: Setzeranlage, MIDI-Schnittstelle

## Umfeld
Die Heilandskirche bildet mit den angeschlossenen Pfarrgebäuden einen von Straßen umschlossenen Baukomplex mit einem Innenhof. Die Front der Kirche blickt auf den Kaiser-Josef-Platz, auf dem der größte Bauernmarkt der Stadt Graz stattfindet. Eine andere Seite dieses Platzes wird von der Grazer Oper eingenommen.